# Малая Садоми
Малая Садоми — река в Нанайском районе Хабаровского края России. Длина реки — 27 км.
Начинается в горах к северо-западу от Садомского перевала. Течёт в общем западном направлении по лесистой гористой местности. Основными древесными породами бассейна являются кедр, ель и берёза. Низовья заболочены. Сливаясь с Большой Садоми, образует короткую реку Садоми. Является правой её составляющей.
Основной приток — ручей Южный.
- Код водного объекта — 20030900112118100069745[2]